# 柳下圭佑
柳下 圭佑（やぎした けいすけ、1995年 - ）は、テレビ朝日のアナウンサー。

## 略歴・人物
兵庫県芦屋市出身。兵庫県立御影高等学校を経て、関西学院大学商学部卒業後の2018年4月1日にテレビ朝日に入社した。同期入社のアナウンサーは、住田紗里と並木万里菜。
身長175cm。特技は、口笛、戦後のアメリカ大統領全員の名前が言えること。趣味は、カラオケ。資格は、普通自動車免許を取得している

## 現在の出演番組
- スポーツ中継（野球、ゴルフ、サッカー等）
- ゴルフ中継（2022年『伊藤園レディスゴルフトーナメント』実況）
- スーパーベースボール（リポート）

## 過去の出演番組
報道・情報番組
| 期間       | 期間       | 番組名                                                 | 役職                           |
| ---------- | ---------- | ------------------------------------------------------ | ------------------------------ |
| 2018年10月 | 2019年3月  | ワイド!スクランブル                                    | 取材・中継担当                 |
| 2018年10月 | 2021年3月  | サンデーLIVE!!（朝日放送テレビ・メ〜テレとの共同制作） | リポーター                     |
| 2019年4月  | 2020年9月  | スーパーJチャンネル                                    | 月・金曜日フィールドキャスター |
| 2020年10月 | 2021年9月  | スーパーJチャンネル                                    | 木・金曜日フィールドキャスター |
| 2021年10月 | 2023年12月 | スーパーJチャンネル                                    | 平日スタジオでのニュース担当   |

クイズ・バラエティ番組
- クイズプレゼンバラエティー Qさま!!（2025年8月18日） - 進行[4]

その他
- 全国高校野球選手権大会中継（2018年、朝日放送テレビ） - 「燃えろ!ねったまアルプス」リポーター